# 1920-as NFL-szezon
Az 1920-as NFL-szezon volt az NFL történetének első szezonja. A ligát 1920. augusztus 20-án alapította 4 csapat, akik már 1903 óta játszottak egymással az Ohio League-ben. Ez a 4 ohio-i csapat az Akron Pros, a Canton Bulldogs, a Cleveland Tigers, és a Dayton Triangles volt. A ligát eredetileg "American Professional Football Conference"-nek nevezték.
Szeptember 17-én egy második gyűlést is tartottak az ohio-o Cantonban, ahol további csapatok neveztek be a ligába: A Hammond Pros, a Muncie Flyers, a Rochester Jeffersons, a Rock Island Independents, a Decatur Staleys, és a Racine Cardinals. A liga is új nevet kapott: 1922-ig American Professional Football Association néven működött. Az elnök a legendás Jim Thorpe lett, aki játékos is volt egyben a cantoni csapatban.
Később még 4 csapat csatlakozott a ligához: A Buffalo All-Americans, a Chicago Tigers, a Columbus Panhandles, és a Detroit Heralds.
A mérkőzések lejátszását a liga nem szabályozta, a csapatokra bízta a menetrend kialakítását. Ebből kifolyólag nem minden csapat játszott mindenkivel, és nem is egyenlő számú mérkőzéseket játszottak, emiatt hivatalos végeredmény nem született. Mivel az Akron Pros volt az egyetlen veretlen csapat, ezért ők kapták meg 1921. április 21-én a bajnoknak járó elismerést a liga akroni gyűlésén.

## Nem hivatalos végeredmény
GY = Győzelmek, V = Vereségek, D = Döntetlenek, SZ= Győzelmi százalék (Győzelmek/Győzelmek+Vereségek)
Megjegyzés: 1972-ig a döntetleneket nem számolták bele az végeredménybe.
| Csapat                   | GY | V | D | SZ    |
| ------------------------ | -- | - | - | ----- |
| Akron Pros               | 8  | 0 | 3 | 1.000 |
| Decatur Staleys          | 10 | 1 | 2 | .909  |
| Buffalo All-Americans    | 9  | 1 | 1 | .900  |
| Chicago Cardinals        | 6  | 2 | 2 | .750  |
| Rock Island Independents | 6  | 2 | 2 | .750  |
| Dayton Triangles         | 5  | 2 | 2 | .714  |
| Rochester Jeffersons     | 6  | 3 | 2 | .667  |
| Canton Bulldogs          | 7  | 4 | 2 | .636  |
| Detroit Heralds          | 2  | 3 | 3 | .400  |
| Cleveland Tigers         | 2  | 4 | 2 | .333  |
| Chicago Tigers           | 2  | 5 | 1 | .286  |
| Hammond Pros             | 2  | 5 | 0 | .286  |
| Columbus Panhandles      | 2  | 6 | 2 | .250  |
| Muncie Flyers            | 0  | 1 | 0 | .000  |